# Фарафонов, Иван Алексеевич
Ива́н Алексе́евич Фарафо́нов (1896, Пушкаревщина, Вятская губерния — 23 ноября 1977, Омск) — советский государственный и партийный деятель, член Уралоблисполкома. Участник Первой мировой, Гражданской, Советско-польской и Великой Отечественной войн, майор.

## Биография
Иван Фарафонов родился в 1896 году в крестьянской семье в деревне Пушкарёвской (Шишкинское) Навалихинской волости Орловского уезда Вятской губернии, ныне деревня Пушкаревщина входит в Орловское сельское поселение Орловского района Кировской области.
С 1913 года работал подсобным рабочим у купцов. С 1915 года служил в Русской императорской армии, принимал активное участие в работе солдатских комитетов.
С апреля 1917 года член РСДРП(б), с 1917 года партия переименована в РКП(б), с 1925 — в ВКП(б), c 1952 года — в КПСС.
Во время Великой Октябрьской Социалистической революции 1917 года был членом ревкома 5-го армейского корпуса Юго-Западного фронта.
С 1918 года комиссар юстиции Вятского губисполкома и председатель революционного трибунала. В июне 1918 года был избран делегатом на V Всероссийский съезд Советов.
В мае 1919 года добровольно вступил в ряды Рабоче-Крестьянской Красной Армии. Был работником политотдела, председателем ревтрибунала 29-й стрелковой дивизии 3-й армии, а затем комиссаром полка. При непосредственном участии И. А. Фарафонова в Мехонской волости Шадринского уезда и Шатровской волости Ялуторовского уезда были организованы волостные революционные комитеты.
После боёв с колчаковцами, дивизию, в которой он служил, перебросили на Южный фронт против войск Мамонтова и Шкуро. Затем сражался с белополяками.
После демобилизации Фарафонов работал в Вятском губернском отделе юстиции и ревтрибунале.
В 1922 году по направлению Челябинского губкома ВКП(б) Иван Алексеевич Фарафоном избран председателем Курганского уездного исполкома Совета и одновременно — председателем исполкома Курганского городского Совета. В 1922 году представлял жителей уезда на X Всероссийском и I Всесоюзном съездах Советов. В 1923 году избран членом Уралоблисполкома (Уральская область).
В последующие годы И. А. Фарафонов работал в Омской области начальником политотдела совхозов «Коммунар» и «Лесной», лектором Омского обкома партии.
В ноябре 1941 года призван Омским облвоенкоматом. Служил в должности военкома интендантского отдела 24-й армии. 7 октября 1942 года тяжело ранен в Сталинградской битве. После излечения был назначен заместителем начальника политотдела Окружных интендантских курсов СибВО. С декабря 1944 года майор И. А. Фарафонов — заместитель начальника политотдела Ярославского интендантского училища (в 1941 году передислоцировано в Омск).
И. А. Фарафонов служил в РККА до 1946 года, затем работал в Омском обкоме партии и преподавателем политэкономии в Омском сельскохозяйственном институте.
Иван Алексеевич Фарафонов умер 23 ноября 1977 года.

## Награды
- Орден Ленина, 1971 год[3]
- Орден Отечественной войны II степени, 6 августа 1946 года[4]
- Пять медалей:
  - Медаль «За боевые заслуги», 6 ноября 1947 года[5]
  - Медаль «За победу над Германией в Великой Отечественной войне 1941—1945 гг.»
- Звание «Почётный гражданин города Кургана», 1972 год[6]

## Память
- Улица Фарафонова в городе Кургане, расположена между 1-м и 2-м микрорайонами Заозёрного жилого массива.